# ACV-300
ACV-300  — малазійський гусеничний бронетранспортер, створений на основі турецького FNSS ACV-15.
ACV-300 Adnan є результатом співпраці між  турецькою оборонною компанією FNSS Defence Systems і  малайзійською фірмою DefTech.  Отримав назву Аднан на честь Аднана бін Саїді, малайського героя-лейтенанта, який брав участь у битві за Сінгапур під час Другої світової війни. ACV-300 оснащені 25-мм баштою Sharpshooter і збираються  компанією DefTech у  штаті Паханг. В порівнянні з базовим турецьким зразком має збільшену до 300 к.с.потужність двигуна.

## Оператори
- Малайзія : 267 ACV-300